# Федько Валерій Павлович
Федько Валерій Павлович — російський науковець, професор кафедри маркетингу та реклами факультету торгової справи РДЕУ (РІНГ), д.е.н. Росії, почесний працівник вищої професійної освіти Російської Федерації.

## Біографія
Валерій Павлович закінчив Новосибірський інститут інженерів водного транспорту (тепер Новосибірська державна академія водного транспорту) та очну аспірантуру Московського інституту народного господарства ім. Г. В. Плеханова (тепер Російський економічний університет імені Г. В. Плеханова).
Завідував кафедрами матеріально-технічного забезпечення в Новосибірському (нині Новосибірський державний університет економіки і управління) і Ростовському інститутах народного господарства (нині РДЕУ (РІНГ)).
Станом на 2002 рік — професор кафедри маркетингу і логістики РДЕУ (читав курси: основи маркетингу, маркетинг, інфраструктура товарного ринку, товарна політика), заступник директора Інституту комерції і маркетингу з наукової роботи, вчений секретар спеціалізованої дисертаційної ради в РДЕУ, почесний працівник вищої професійної освіти Російської Федерації.
Станом на 2013 рік — професор кафедри маркетингу та реклами факультету торгової справи РДЕУ (РІНГ).

### Наукова діяльність
Кандидатська дисертація — тема: «Удосконалення розрахунково-технічної бази нормування витрат запасних частин суднових дизелів (на прикладі МРФ РФ)», захищена в МІНГ ім. Г. В. Плеханова в 1971 році.
Докторська дисертація — тема: «Інфраструктурне забезпечення функціональної стійкості промисловості (теорія і методологія)», захищена у Ростовській державній економічній академії (нині Ростовський державний економічний університет (РІНГ)) у 2000 році.
Наукові інтереси: логістика, інфраструктура товарного ринку, сфера послуг, маркетинг
Станом на 2002 рік Федько був одним з авторів Концепції економічної політики Ростовської області, розробником Програми міжрегіонального товарообміну Ростовської області з іншими регіонами країни та опублікував понад 150 робіт об'ємом понад 450 друкованих аркушів.

## Окремі праці
- Удосконалення матеріально-технічного постачання. Монографія. Новосибірськ., Західно-Сибірське книжкове видавництво, 1973
- Маркування та сертифікація товарів і послуг: Науково — практичний посібник/РДЕА. — Ростов-на-Дону, 1997 (у співавторстві)
- Інфраструктура муніципальних утворень: логістичний аспект: Монографія: Ростов н/Д: Вид-во РДЕА, 1998 (у співавторстві)
- Упаковка та маркування. — М.: «Експертне бюро — М», «Видавництво ПРІОР», 1998
- Федько В. П. Товарний знак. — М.: «Експертне бюро — М», «Видавництво ПРІОР», 1998
- Маркування та сертифікація товарів і послуг: Навчальний посібник. Гриф МО — Ростов-на-Дону: Видавництво «Фенікс», 1998 (у співавторстві)
- Комунікаційне забезпечення ринкової стійкості функціонування економіки (регіональний аспект). Монографія. Ростов н/Д: Вид-во РДЕА, 1999 (у співавторстві)
- Інфраструктура товарного ринку. Навчальний посібник. Гриф МО — Ростов-на-Дону: Видавництво «Фенікс», 1999 (у співавторстві)
- Ринкова стійкість промисловості. Монографія.: Ростов-н/Дону: РДЕА. 2000.
- Функціональна стійкість промисловості на основі формування системного інфраструктурного комплексу. Монографія: Ростов-н/Дону: РДЕА. 2000.
- Логістика міжрегіонального товарообміну. Монографія. РДЕУ. Ростов н/Д — 2001. (у співавторстві).
- Логістичний механізм ринкової диверсифікації державних унітарних підприємств. Монографія. РДЕУ. Ростов н/Д — 2001. (у співавторстві)